# جيلكو إيفانكوفيتش
جيلكو إيفانكوفيتش (بالبوسنوية: Željko Ivanković)‏ هو صحفي ومترجم وشاعر بوسني، ولد في 29 أغسطس 1954 في Vareš ‏ في البوسنة والهرسك.